# Марјан Лангјевич
Марјан Лангјевич (Кротошин, 5. август 1827 — Константинопољ, 11. мај 1887) је био један од вођа Јануарског устанка у Пољској (1863-4).

## Биографија
Учествовао је 1860. године у Гарибалдијевом походу на Сицилију. Затим је био наставник у војним школама у Кунеу и Паризу. Када је 1863. године избио устанак у Пољској (против руске власти), образовао је одред од око 35.000 људи с којим је дејствовао северно од Кракова. После неколико успеха, одвојио се од Централног националног комитета и прогласио се диктатором Пољске. Пошто је 18. марта 1863. године поражен код Гроховиске, пребегао је Аустријанцима. 